# Hinüberscher Posthof

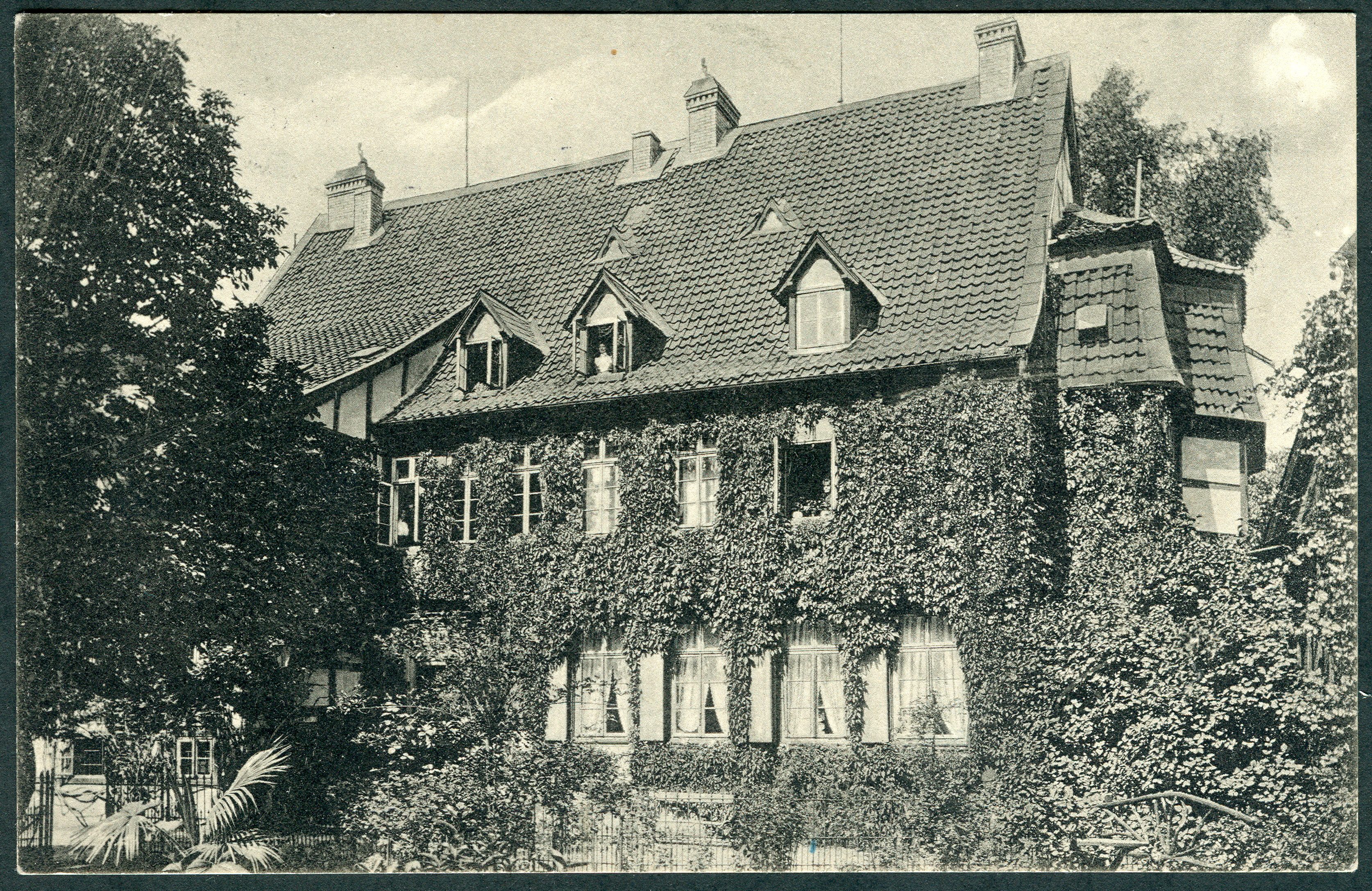
Der Posthof an der Celler Straße 3;
Ansichtskarte mit dem „Herrenhaus“ der Familie von Hinüber in Hannover, um 1900

Der Hinübersche Posthof vor dem Steintor in Hannover war eine jahrhundertelang im Besitz der Familie von Hinüber befindliche Poststation. Auf dem Anwesen als Ausgangspunkt der alten Postroute von Hannover nach Celle, an der Celler Straße Ecke Postkamp, wurde zudem eine der frühesten im Stil Englischer Landschaftsgärten gestaltete Grünanlage in Deutschland angelegt.

## Geschichte

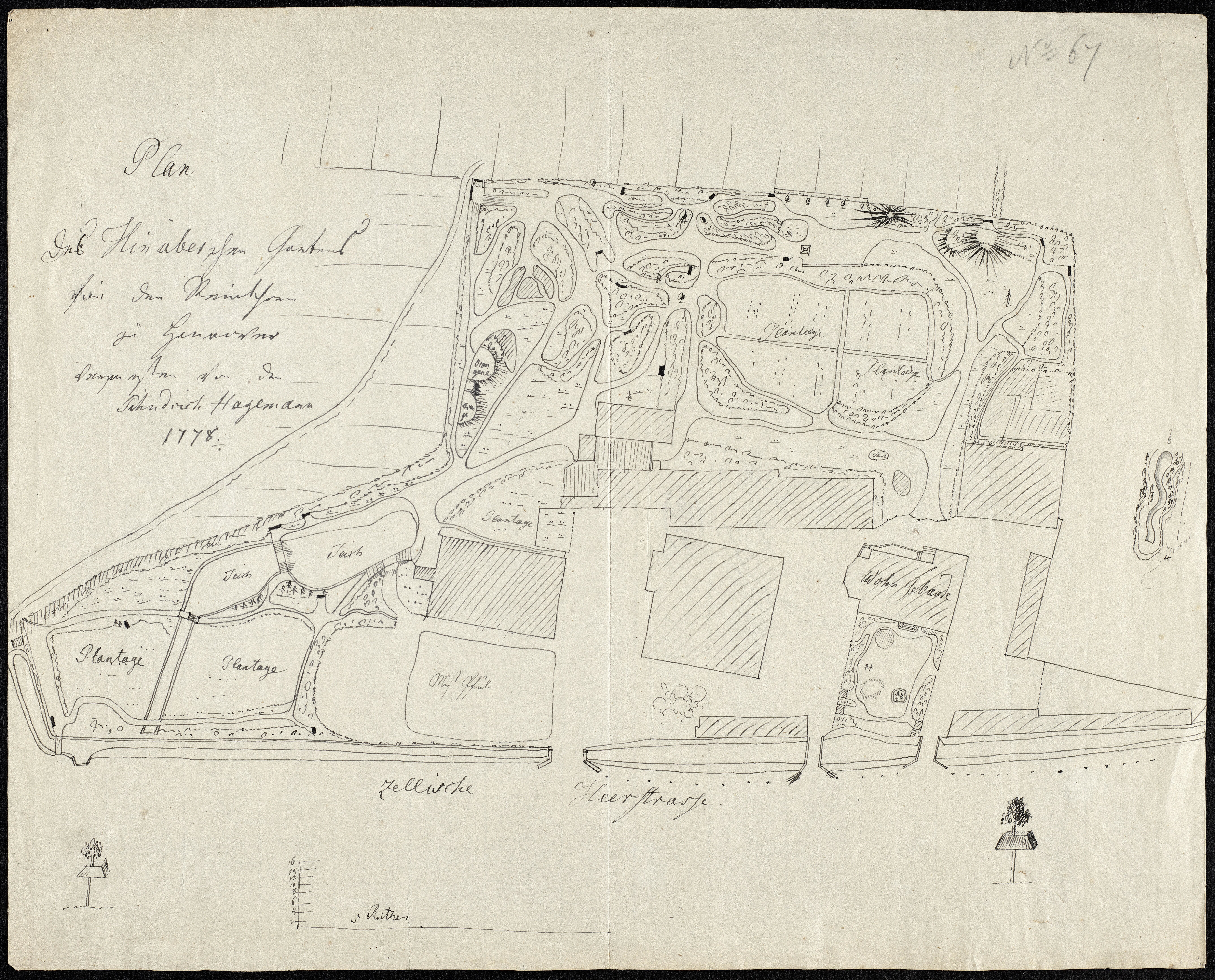
„Plan des Hinüberschen Gartens vor dem Steinthore zu Hannover“;
von Johann Ludolph Hagemann, 1778

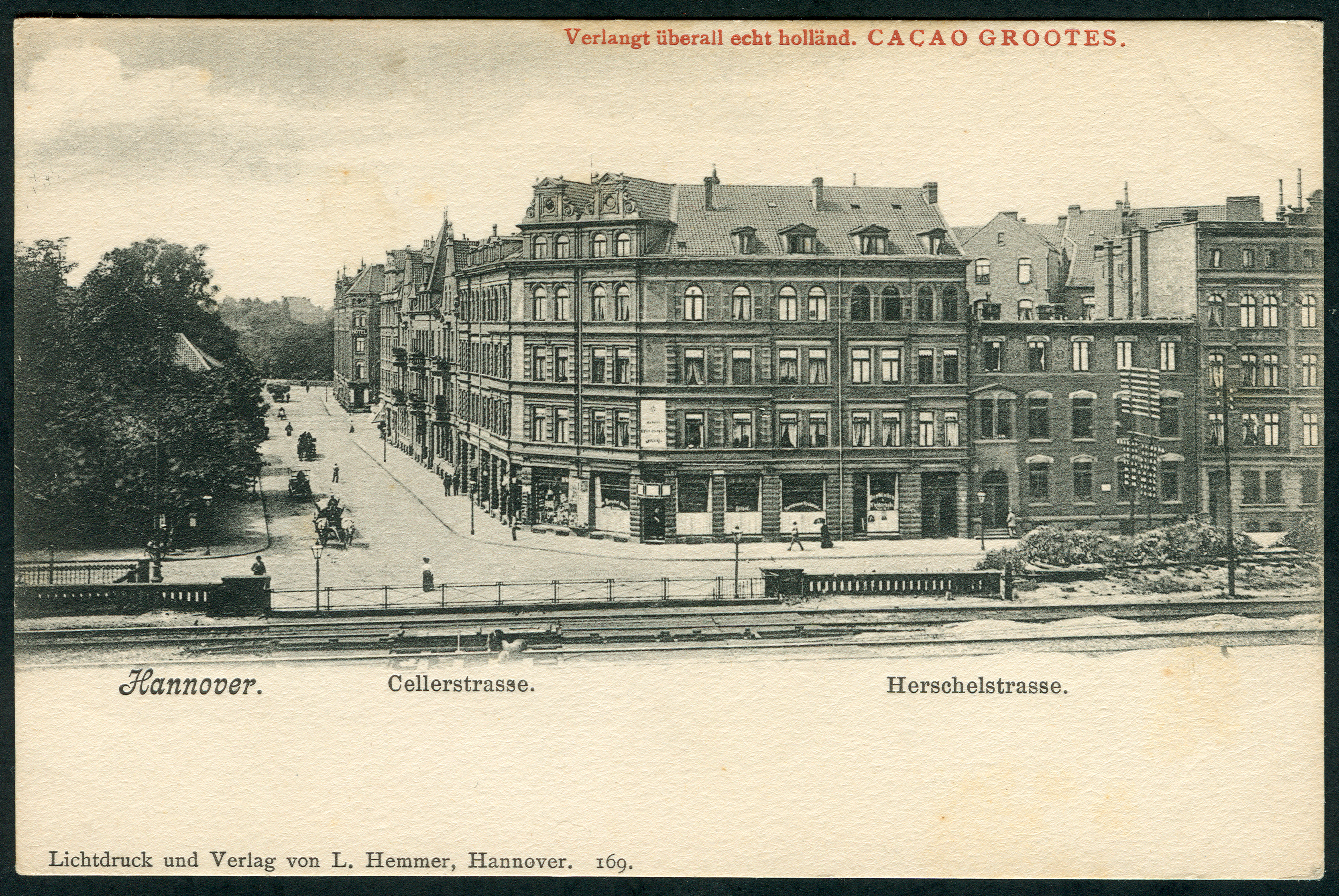
Der Hinübersche Posthof (links) hinter der Eisenbahn-Brücke an der Herschelstraße;
Karte Nr. 169, Ludwig Hemmer; Lichtdruck

Nachdem Herzog Georg von Calenberg mitten im Dreißigjährigen Krieg die Stadt Hannover im Jahr 1636 zu seiner Residenz bestimmt hatte, erhielt der Herzoglich Braunschweigische und Kurfürstlich Brandenburgische Postmeister Rütger Hinüber von seinem Landesherrn am 19. August 1641 oder 1643 die Erlaubnis, an der Heerstraße vor dem Steintor „ein geringes Posthaus“ einzurichten.
1677 verkaufte Rütger Hinübers Sohn Johann Conrad Hinüber den Posthof an Hans Hinüber, der dort im Folgejahr 1678 einen größeren Posthof errichtete.
Ab 1928 hatte der Kunsthändler Erich Pfeiffer sein Geschäft unter dem Namen „Haus der alten Kunst“ in dem Gebäude. Im Jahr 1943 wurde das Gebäude während der Luftangriffe auf Hannover Ziel von Fliegerbomben zerstört. Er wurde vollständig abgerissen.